# Diocèse de Ruremonde
Le diocèse de Ruremonde est l’un des sept diocèses de l’Église catholique aux Pays-Bas. Ses limites correspondent à celles de la province du Limbourg néerlandais. La cathédrale du diocèse est la cathédrale Saint-Christophe de Ruremonde. Le diocèse est placé sous le patronage de l'Immaculée Conception.

## Histoire
Il est érigé lors de la réorganisation religieuse des Pays-Bas espagnols, le 12 mai 1559, aux dépens du diocèse de Liège. Le premier évêque est nommé par le pape Paul IV le 8 août 1561. 
Le 22 juillet 1794, l’évêque fuit son diocèse devant l’avancée de l’armée française. En vertu du concordat du 15 juillet 1801 suivi de la bulle papale du 26 novembre 1801, le diocèse est supprimé. Son territoire est uni au diocèse de Liège. Il est de nouveau érigé le 4 mars 1853 à la suite de la rétablissement de la hiérarchie épiscopale aux Pays-Bas.

## Situation actuelle
76,9 % de la population du diocèse se disent catholiques en 2005 ; seuls 7 % d'entre eux pratiquent régulièrement, mais ce taux est plus élevé que la moyenne de la pratique catholique aux Pays-Bas. En 2008, 72,8 % se déclarent catholiques. La pratique régulière concerne 7 % de la population catholique, représentant donc 3,3 % de la population totale du Limbourg. Mais la pratique dominicale ne concerne plus que 2 % de la population soit 36 640 fidèles sur une population de baptisés de 817 000 fidèles. La population de fidèles allant tous les dimanches à la messe est évaluée en 2009 à 36 050 fidèles.
Le diocèse est réorganisé en quatorze doyennés en 2010 pour 336 paroisses. De nombreuses églises sont vendues ou démolies à cause de l'effondrement de la pratique religieuse dans ce pays, consécutive à la crise de l'Église locale depuis les années 1970.

## Liste des évêques de Ruremonde
Les évêques de 1559 à 1801
- Guillaume Damasi Van der Linden (alias Lindanus) (1562-1588)
  - Gregogius Gherinx, grand-vicaire (1588-1596)
- Henri van Cuyk (alias Cuyckius) (1596-1609)
  - Petrus Pollius, grand-vicaire (1609-1611)
- Jacques van den Borgh (alias a Castro) (1611-1639)
  - Balduinus de Gaule, grand-vicaire (1639-1645)
  - Antonius Bosman, grand-vicaire (1645-1651)
- André Creusen (1651-1657)
  - Jacobus van Oeveren, grand-vicaire (1657-1659)
- Eugène Albertus d’Allamont (1659-1666)
  - Jacobus van Oeveren, grand-vicaire (1666-1672)
- Lancelot de Gottignies (1672-1673)
  - Jacobus van Oeveren, grand-vicaire (1673-1677)
- Réginald Cools (1677-1700)
  - Joannes Antonius Dumont, grand-vicaire (1700-1701)
- Angelus d’Ongnies et d’Estrées (1701-1722)
- François Louis Sanguessa (1722-1741)
  - Joannes Franciscus Dispa], grand-vicaire (1741-1743)
- Joseph Anselme François Werbrouck (1743-1746)
- Jean-Antoine de Robiano (1746-1769)
  - Arnoldus Ignatius Jacobus Costerius, grand-vicaire (1769-1770)
- Henri Joseph Kerens (1770-1775)
- Philippe Damien de Hoensbroeck (1775-1793)
- Jean Baptiste Robert van Velde de Melroy et Sart-Bomal (1794-1801)

Les évêques de 1853 à aujourd'hui
- Joannes Paredis (1853-1886)
  - Franciscus Boermans, coadjuteur (1885-1886)
- Franciscus Boermans (1886-1900)
  - Josephus Drehmanns, coadjuteur (1899-1900)
- Josephus Drehmanns (1900-1913)
- Laurentius Schrijnen (1914-1932)
- Guillaume Lemmens (1932-1957)
  - Antonius Hanssen, coadjuteur (1947-1957)
- Antonius Hanssen (1958-1958)
- Petrus Moors (1959-1970)
  - Edmond Beel, auxiliaire (1965-1972)
- Joannes Gijsen (1972-1993)
  - Alphonsus Castermans, auxiliaire (1982-1997)
  - Johannes ter Schure, auxiliaire (1984-1985)
- Frans Wiertz (1993-2017)
  - Everard de Jong, auxiliaire (1998-…)
- Hendrikus Smeets (2018-2023)
- Cornelius Franciscus Maria van den Hout depuis le 21 juin 2024